# 相吉学
相吉 学（あいよし がく）は、日本のフィギュアスケート選手（男子シングル）。千葉県出身。明治大学卒業。1992年全日本ジュニア選手権優勝。世界ジュニア選手権代表（1991年、1992年、1993年）。

## 経歴
1989年、全日本ジュニア選手権で小山朋昭、及川史弘に続いて3位に入る。1990年、全日本ジュニア選手権で及川に続いて2位に入り、世界ジュニア選手権に選出される。初出場となった世界ジュニア選手権では12位に終わる。
1991年、全日本ジュニア選手権で及川、天野真に続き3位に入り、2度目の出場となった世界ジュニア選手権では昨年と同じ12位となった。国民体育大会では千葉県代表で出場し、少年男子で優勝する。。1992年、全日本ジュニア選手権で念願の優勝を果たす。しかし、3年連続の出場となった世界ジュニア選手権では13位に終わる。
1995年、国民体育大会の成年男子で優勝を果たす。その後は、全日本選手権に出場するも表彰台に上がることはなかった。

## 主な戦績
| 大会/年              | 1989-90 | 1990-91 | 1991-92 | 1992-93 | 1993-94 | 1994-95 | 1995-96 | 1996-97 | 1997-98 |
| -------------------- | ------- | ------- | ------- | ------- | ------- | ------- | ------- | ------- | ------- |
| 世界ジュニア選手権   |         | 12      | 12      | 13      |         |         |         |         |         |
| 全日本選手権         |         |         |         |         |         |         | 8       | 9       | 15      |
| 全日本ジュニア選手権 | 3       | 2       | 3       | 1       |         |         |         |         |         |
| 国民体育大会         |         |         | 1       |         |         | 1       |         |         |         |